# Красотел бронзовый
Красотел бронзовый, или красотел малый (лат. Calosoma inquisitor) — крупный жук из семейства жужелиц.

## Описание
Жук длиной 16—28 мм. Окраска верха тёмно-бронзовая или чёрно-зелёная, иногда медно-зелёная или синяя, всегда с металлическим отливом. Боковые края переднеспинки и надкрылий обычно более яркие. Ноги длинные, чёрные.

## Ареал
Средняя Европа, Иран, Кавказ, Средняя Азия, Украина, юг России, Дальний Восток

## Местообитания
Лиственные леса (преимущественно дубравы), большей частью широколиственные. В типовых местах обитания (пойменные дубравы) весьма обычный вид.

## Биология
Развивается одно поколение в год. Вид с весенне-летним типом размножения, зимует имаго. Жуки встречаются с апреля по июнь. Наибольшая активность отмечена в мае. Продолжительность жизни имаго — до нескольких лет. Зимуют имаго. Личинка линяет 2 раза и примерно через 24 дня после вылупления окукливается в конце лета. Через 8—10 суток появляются взрослые жуки, которые остаются зимовать в почве.
Питается преимущественно гусеницами.

## Замечания по охране
Включен в Красную книгу Литвы и Республики Беларусь.